# کاری والگرن
کاری والگِرِن (انگلیسی: Kari Wahlgren؛ زادهٔ ۱۳ ژوئیهٔ ۱۹۷۷) یک صدا پیشه و هنرپیشه اهل ایالات متحده آمریکا است. وی از سال ۲۰۰۲ میلادی تاکنون مشغول فعالیت بوده‌است.
از برنامه‌های تلویزیونی که وی در آن نقش داشته‌است می‌توان به جادوگران محله ویورلی، ماجراهای کریسمس، ماجراهای کریسمس ۲ و شرک ۳ اشاره کرد.
او همچنین در مورتال کامبت ۱۱ صداپیشه کیتانا و در پاندای کونگ فو کار:افسانه های شگفت انگیز صداپیشه استاد ببری بوده است.